# Kishor Sridhar

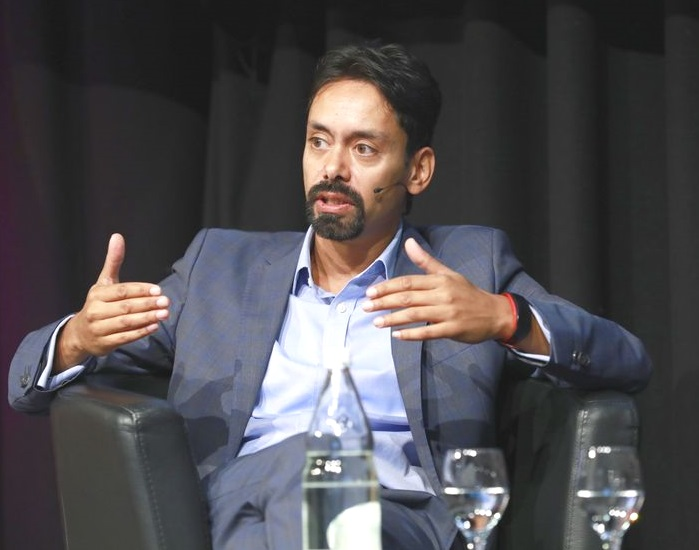
Kishor Sridhar (2018)

Kishor Helmar Sridhar (* 16. Oktober 1972 in Marl) ist ein deutscher Managementberater, Publizist und Vortragsredner.

## Leben
Kishor Sridhar wuchs als Kind eines indischen Wissenschaftlers und einer deutschen Bürokauffrau vornehmlich in Deutschland auf. Nach einem längeren Indienaufenthalt und anschließendem Abitur in Deutschland studierte er Bauingenieurwesen mit Abschluss Diplom an der TU Berlin und absolvierte anschließend sein MBA in Leadership Excellence an der University of Nebraska. Kishor Sridhar arbeitete mehrere Jahre in Russland. Inzwischen lebt er in München und Dublin.
In seiner Rolle als Berater konzentriert sich Sridhar auf menschliche Hindernisse und psychologische Barrieren in Change- und Führungsprozessen. Sridhar geht davon aus, dass der Glaube an das rationale Handeln einer der größten Irrtümer des modernen Managements sei und dass Unternehmen, die dauerhaft erfolgreich sein wollen, die menschliche Psychologie in allen Unternehmensprozessen berücksichtigen sollten.
Sridhar tritt regelmäßig in den Medien, vor allem bei Focus Online, als Managementexperte auf. Zudem äußert er sich regelmäßig zu den deutsch-russischen Beziehungen sowie der Ukraine.

## Dozent
Sridhar war Dozent „Weiterbildungsdiplom HSG in Vertriebsmanagement“ an der WINGS Hochschule Wismar.
Ferner ist er Lehrbeauftragter an der International School of Management in München.

## Veröffentlichungen
- Krisen-Impfung – So machen Sie Ihr Unternehmen widerstandsfähiger und zukunftssicherer. Redline Verlag, 2014, ISBN 978-3-86881-369-2.
- Wie Sie andere dazu bringen, das zu tun, was Sie wollen. Redline Verlag, 2014, ISBN 978-3-86881-553-5.
- Alles hört auf mein Kommando: Sich durchsetzen in 50 konkreten Alltagsfällen. Redline Verlag, 2015, ISBN 978-3-86881-594-8.
- Klapp die Klobrille runter, sonst fällt ein Gegentor!: Nicht ganz moralische Psychotricks für die Beziehung. Riva Verlag, 2016, ISBN 978-3-86883-867-1.
- Hätte, würde, könnte, machen!: Welche Hürden Sie Überwinden Müssen, Um Ihre Ideen Garantiert Umzusetzen. Redline Verlag, 2016, ISBN 978-3-86881-649-5.
- Frauen reden, Männer machen?: Wie wir aus der Klischeefalle ausbrechen und besser zusammenarbeiten. Gabal Verlag, 2017, ISBN 978-3-86936-796-5.
- Das einzige Führungsbuch, das Sie im digitalen Zeitalter benötigen. Redline Verlag, 2019, ISBN 978-3-86881-748-5.

## Trivia
Kishor Sridhar hat 2021 den Kriimiwettbewerb der Münchner Abendzeitung gewonnen und veröffentlicht seitdem beim Verlag DroemerKnaur Krimis unter dem Pseudonym Renato Pozzi:
- Tod im Olivenfass. Droemer Knaur, 2022, ISBN 978-3-426-52798-6.
- Der Tote im Weinhang. Droemer Knaur, 2024, ISBN 978-3-426-53022-1.